# Красноуфимск
Красноуфимск (рус. Красноуфимск) град је у Русији у Свердловској области. Према попису становништва из 2010. у граду је живело 39765 становника.

## Становништво
| 1939.  | 1959.  | 1970.  | 1979.  | 1989.  | 2002.  | 2010.  |
| ------ | ------ | ------ | ------ | ------ | ------ | ------ |
| 22.944 | 37.312 | 38.370 | 41.246 | 45.618 | 43.595 | 39.765 |